# Paul Violette
Pour les articles homonymes, voir Violette (homonymie).
Paul Violette est un acteur français né à Paris (5e) le 2 octobre 1914 et mort le 21 février 1991 à Valognes.

## Filmographie
- 1940 : Remorques de Jean Grémillon
- 1943 : Les Roquevillard de Jean Dréville
- 1946 : Tu seras vedette de Jean Canolle (court métrage)
- 1949 : La Marie du port de Marcel Carné
- 1950 : Juliette ou la Clé des songes de Marcel Carné : un homme du village
- 1951 : Fanfan la Tulipe de Christian-Jaque
- 1952 : La Forêt de l'adieu de Ralph Habib
- 1954 : Le Crâneur de Dimitri Kirsanoff
- 1958 : À Paris tous les deux (Paris Holiday) de Gerd Oswald : un garde
- 1960 : Le Bois des amants de Claude Autant-Lara
- 1968 : Les Demoiselles de Suresnes, série de Pierre Goutas

## Théâtre
- 1955 : Judas de Marcel Pagnol, mise en scène Pierre Valde,  Théâtre de Paris